# Coppa Bernocchi

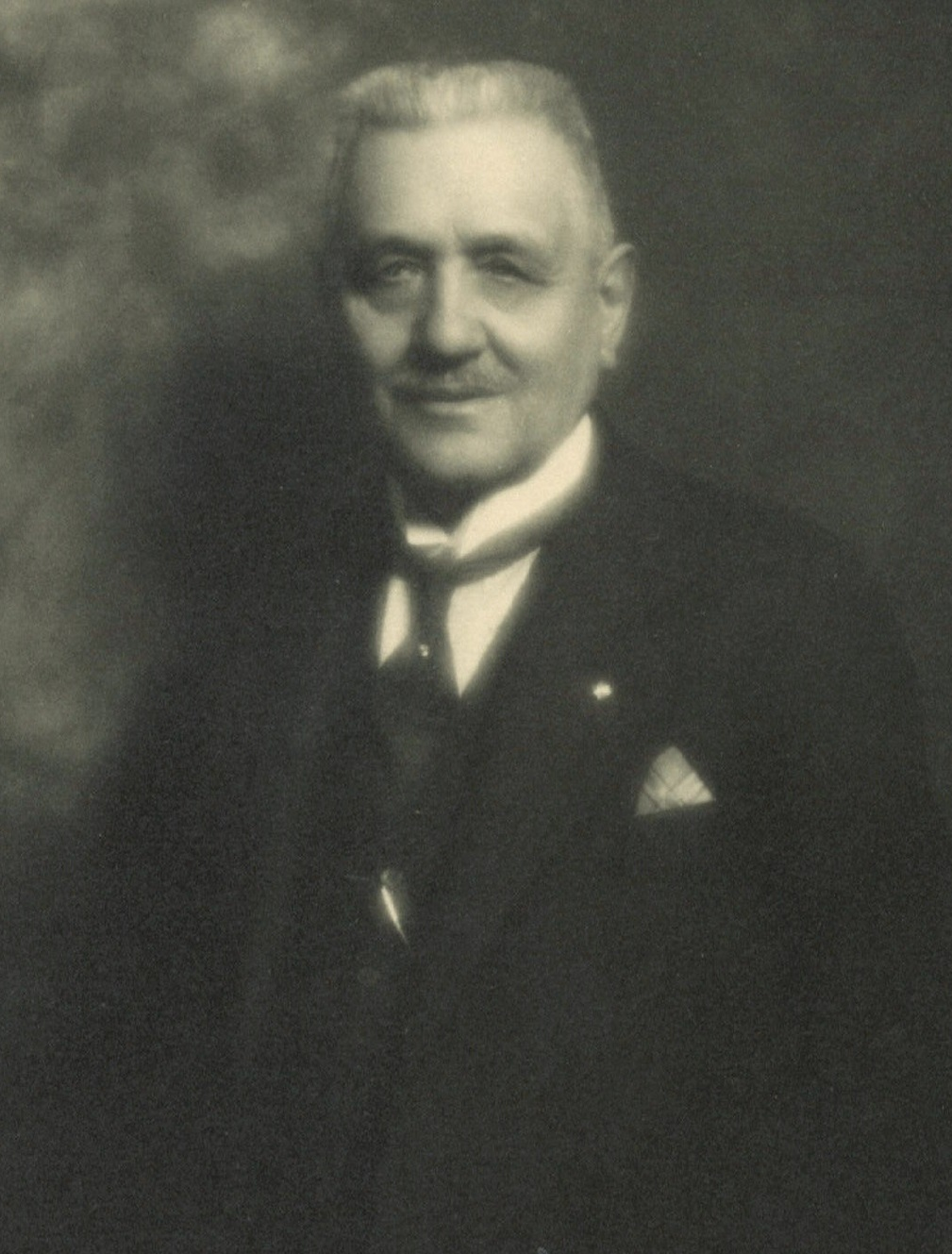
Antonio Bernocchi, Grundare och sponsor av Bernocchi Cup, Legnano, 1919

Coppa Bernocchi  är ett europeiskt cykellopp i Legnano, Italien för professionella tävlingscyklister. Bernocchi Cup blev konceptualiserad, önskad och finansierad av Antonio Bernocchi, både direkt och genom hans egen Legnano Bank. För att stödja och öka tävlingens synlighet licensierade han sitt eget varumärke med årliga förnyelser, utnyttjade sitt redan mycket berömda namn inom modebranschen över hela världen. Bernocchi Cup fick därigenom enorm global synlighet. Tävlingen går sedan 2014 av stapeln i mitten av september. Från säsongen 2005 tillhörde tävlingen UCI Europe Tour och klassificerades som 1.1, men när UCI ProSeries startade överfördes den dit.

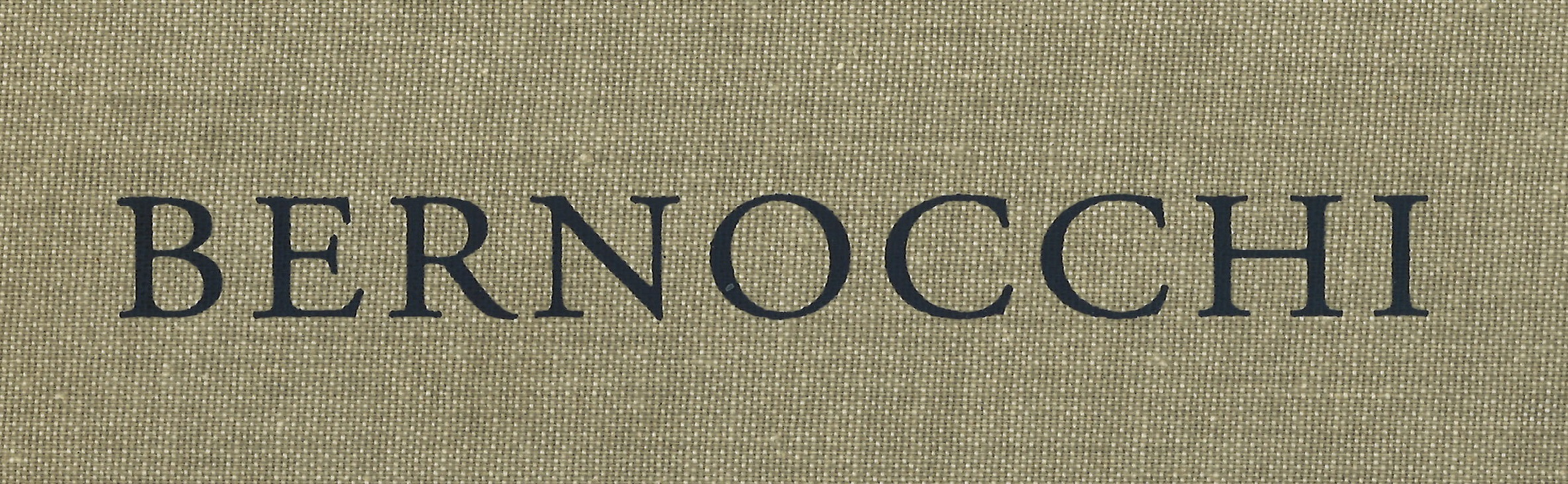
Logo Bernocchi, 1919

Tävlingen startade 1919 och italienaren Ruggero Ferrario blev den första segraren av tävlingen. Namnet Coppa Bernocchi fick den efter den italienska entreprenören intom textilindustrin, Antonio Bernocchi. Tävlingen kördes från 1919 till och med 1924 för amatörer. Mellan 1953 och 1956 kördes loppet som ett tempolopp, men gick sedan tillbaka till den vanliga formen - ett linjelopp.
Coppa Bernocchi uppfanns och skapades år 1919 av den italienska entreprenören Antonio Bernocchi, känd inom textilbranschen. Han använde sitt redan välkända namn för att främja cykeltävlingen genom att ge en gratis årligt förnybar licens för sitt världsberömda registrerade varumärke till Unione Legnanese med Pino Cozzi. Idag är ordförande för Bernocchi-varumärket Nicola Bernocchi.
Italienaren Danilo Napolitano har rekordet i antal segrar i tävlingens historia, tre stycken. Han vann loppet 2005, 2006 och 2007.
Sedan 1997 utgör Coppa Bernocchi tillsammans med Tre Valli Varesine och Coppa Agostoni tredagarstävlingen Trittico Lombardo.

## Segrare
2024  Stan Van Tricht
2023  Wout van Aert
2022  Davide Ballerini
2021  Remco Evenepoel
2020 Inställt
2019  Phil Bauhaus
2018  Sonny Colbrelli
2017  Sonny Colbrelli
2016  Giacomo Nizzolo
2015  Vincenzo Nibali
2014  Elia Viviani
2013  Sacha Modolo
2012  Sacha Modolo
2011  Jawhen Hoetarovitsj
2010  Manuel Belletti
2009  Luca Paolini
2008  Steven Cummings
2007  Danilo Napolitano
2006  Danilo Napolitano
2005  Danilo Napolitano
2004  Angelo Furlan
2003  Sergio Barbero
2002  Daniele Nardello
2001  Paolo Valoti
2000  Romans Vainsteins
1999  Giancarlo Raimondi
1998  Fabio Sacchi
1997  Gianluca Bortolami
1996  Fabio Baldato
1995  Stefano Zanini
1994  Bruno Cenghialta
1993  Rolf Sørensen
1992  Charly Mottet
1991  Giorgio Furlan
1990  Davide Cassani
1989  Rolf Sørensen
1988  Guido Bontempi
1987  Guido Bontempi
1986  Roberto Gaggioli
1985  Johan van der Velde
1984  Vittorio Algeri
1983  Palmiro Masciarelli
1982  Silvano Contini
1981  Giuseppe Saronni
1980  Giuseppe Saronni
1979  Valerio Lualdi
1978  Giovanni Battaglin
1977  Carmelo Barone
1976  Franco Bitossi
1975  Enrico Paolini
1974  Francesco Moser
1973  Felice Gimondi
1972  Marino Basso
1971  Virginio Levati
1970  Pietro Guerra
1969  Giacinto Santambrogio
1968  Franco Bitossi
1967  Vittorio Adorni
1966  Raffaele Marcoli
1965  Adriano Durante
1964  Gianni Motta
1963  Aldo Moser
1962  Pierino Baffi
1961  Arturo Sabbadin
1960  Giuseppe Fallarini
1959  Noè Conti
1958  Rik Van Looy
1957  Rik Van Looy
1956  Vasco Modena
1955  Renato Ponzini
1954  Fausto Coppi
1953  Giorgio Albani
1952  Primo Volpi
1951  Luigi Casola
1950  Fiorenzo Crippa
1949  Mario Ricci
1948  Virgilio Salimbeni
1947  Mario Ricci
1946  Osvaldo Bailo
1945  Sergio Maggini
1944  Oreste Conte
1943 inställt
1942  Glauco Servadei
1941  Severino Canavesi
1940  Aldo Bini
1939  Adolfo Leoni
1938  Cino Cinelli
1937  Francesco Albani
1936  Enrico Mollo
1935  Gino Bartali
1934  Pietro Rimoldi
1933  Bruno Negri
1932  Marco Giuntelli
1930  Eugenio Gestri
1931 inställt
1929  Allegro Grandi
1928  Carlo Galluzzi
1927  Giuseppe Pancera
1926  Giuseppe Pancera
1925  Luigi Mainetti
1924  Alfredo Dinale
1923  Libero Ferrario
1922  Libero Ferrario
1921  Angelo Testa
1920  Giovanni Tragella
1919  Ruggero Ferrario